# Phyllophaga tumulosa
Phyllophaga tumulosa är en skalbaggsart som beskrevs av Bates 1888. Phyllophaga tumulosa ingår i släktet Phyllophaga och familjen Melolonthidae. Inga underarter finns listade i Catalogue of Life.